# Стара гвардія (фільм)
«Стара гвардія» (англ. The Old Guard) — американський фільм 2020 року режисерки Джини Прінс-Байтвуд, сценарій написаний Грегом Рукою і заснований на однойменному коміксі. Прем'єра фільму відбулася на Netflix 10 липня 2020 року.

## Сюжет
Група з чотирьох безсмертних воїнів зі здібностями до регенерації — Андромахи Скіфської, Букера, Джо і Ніки — використовує свої здібності, щоб допомагати людям. Колишній співробітник ЦРУ Коплі наймає їх, щоб врятувати дітей, захоплених у заручники в Південному Судані. В процесі місії на них нападають із засідки солдати. Після того як група розправляється з ними, вони знаходять знімальне обладнання і розуміють, що Коплі їх підставив.
Водночас в Афганістані морській піхотинці США Ніл Фрімен перерізають горло, але вона відновлюється наступного дня без яких-небудь наслідків. Про її існування дізнаються інші безсмертні, і Андромаха намагається знайти Ніл, щоб переконати її приєднатися до команди.

## У ролях
- Шарліз Терон — Енді / Андромаха зі Скіфії
- Кікі Лейн — Ніл Фрімен
- Матіас Шонартс — Букер
- Марван Кензарі — Джо
- Лука Марінеллі — Нікі
- Чиветел Еджіофор — Джеймс Коплі
- Гаррі Меллінг — Стівен Меррік
- Вероніка Ндо — Куїн
- Анамарія Марінка — Докторка Мета Козак
- Джої Анса — Кін

## Критика
На сайті Rotten Tomatoes фільм має рейтинг 80 % на основі 139 рецензій критиків із середньою оцінкою 6,4 з 10. На сайті Metacritic фільм отримав оцінку 70 з 100 на основі 41 рецензій, що відповідає статусу «в основному позитивні відгуки».

## Сиквел
30 червня 2021 року Шарліз Терон офіційно підтвердила, що у фантастичного бойовика Netflix «Стара гвардія» буде продовження. Акторка повідомила, що сценарій сиквела готовий, а зйомки мають розпочатися в першому кварталі 2022 року. За словами Терон, разом з нею до своїх ролей повернуться Марван Кензарі і Лука Марінеллі.